# 南宇都宮站
南宇都宮站（日语：／ Minami-utsunomiya eki */?）位于日本栃木縣宇都宮市吉野，是屬於東武鐵道公司的鐵路車站，車站编号为TN 39。

## 歷史
- 1932年（昭和7年）4月17日 - 野球場前站（やきゅうじょうまええき）開業。站名取自於位於車站南方的「宇都宮常設球場」（1932年 - 1960年）。球場舊址現為宇都宮市立宮之原小學校。
- 1933年（昭和8年）12月15日 - 更名為南宇都宮站。
- 1959年（昭和34年） - 接收東武宇都宮暫的貨運業務，車站增設貨物倉庫[1]。
- 1996年（平成8年）左右 - 設置自動售票機。
- 2006年（平成18年）9月28日 - 站內平交道設置自動遮斷機。

## 车站結構
本站為島式月台1面2線地面車站。站房在線路北側。地基採用了大谷石，牆壁則以石材打造出裝飾風藝術的現代主義風格。月台與站房之間有站內平交道。站內設有PASMO簡易IC卡感應機。

### 月台配置
| 月台 | 路線     | 方向 | 目的地         |
| ---- | -------- | ---- | -------------- |
| 1    | 宇都宮線 | 下行 | 東武宇都宮方向 |
| 2    | 宇都宮線 | 上行 | 栃木方向       |

## 使用情況
2017年度的1日平均上下車人次為1,174人。
近年1日平均上下車人次推移如下表｡
| 年度               | 1日平均上下車人次 |
| ------------------ | ----------------- |
| 2001年（平成13年） | 1,612             |
| 2002年（平成14年） | 1,527             |
| 2003年（平成15年） | 1,510             |
| 2004年（平成16年） | 1,524             |
| 2005年（平成17年） | 1,470             |
| 2006年（平成18年） | 1,362             |
| 2007年（平成19年） | 1,307             |
| 2008年（平成20年） | 1,280             |
| 2009年（平成21年） | 1,245             |
| 2010年（平成22年） | 1,204             |
| 2011年（平成23年） | 1,124             |
| 2012年（平成24年） | 1,109             |
| 2013年（平成25年） | 1,110             |
| 2014年（平成26年） | 1,144             |
| 2015年（平成27年） | 1,126             |
| 2016年（平成28年） | 1,078             |
| 2017年（平成29年） | 1,174             |

## 車站周邊
本站位於住宅區內，不過也有小型商店街。北側由於在設站時以半圓形進行住宅區開發，因此道路在站前略呈放射狀延伸。南側步行可至SUBARU工場。
1990年代後半以前，車站南側有東武運輸的倉庫，可見貨運時代的石砌月台。這些倉庫在2000年代前半陸續開發為住宅，貨物月台也被拆除。

### 北口
- 明保野公園
  - 宇都宮市文化會館（日语：宇都宮市文化会館）
  - 宇都宮市立中央圖書館（日语：宇都宮市立図書館）
  - 宇都宮市明保野體育館
  - 宇都宮市綜合社區中心、男女共同參與推進中心
- 宇都宮第2地方合同廳舍
  - 宇都宮地方氣象台
  - 宇都宮公共職業安定所（日语：公共職業安定所）（HelloWork）
- 栃木縣立宇都宮高等學校（日语：栃木県立宇都宮高等学校）
- 東日本旅客鐵道（JR東日本）日光線鶴田站（巴士5分、步行20分）
- 栃木縣看護協會研修中心
- 宇都宮民主商工會（日语：全国商工団体連合会）
- 宇都宮吉野郵便局
- 栃木銀行（日语：栃木銀行）本店營業部南宇都宮出張所
- Central Sports（日语：セントラルスポーツクラブ）南宇都宮

### 南口
- 宇都宮市宮原運動公園、宮原球場
- 宇都宮不動前郵便局
- SUBARU宇都宮製作所
- 栃木縣立衛生福祉大學校
- 關東自動車（日语：関東自動車 (栃木県)）西原車庫

## 巴士路線
北口往道路方向有關東自動車的「南宇都宮」巴士站。
| 乘車處           | 運行業者   | 主要行經地                                             | 目的地        | 備註  |
| ---------------- | ---------- | ------------------------------------------------------ | ------------- | ----- |
| 南宇都宮（下行） | 關東自動車 | 宇高校前                                               | 34 鶴田站     | [ 4 ] |
| 南宇都宮（上行） | 關東自動車 | 宇都宮市文化會館前、陽西通十文字、櫻小學校前、東武站前 | 01 JR宇都宮站 | [ 4 ] |

## 相邻车站
東武鐵道
 宇都宮線
江曾島（TN 38）－南宇都宮（TN 39）－東武宇都宮（TN 40）

## 外部連結
- 南宇都宮（車站資訊） - 東武鐵道